# Aquiloeurycea
Aquiloeurycea – rodzaj płazów ogoniastych z podrodziny Hemidactyliinae w rodzinie bezpłucnikowatych (Plethodontidae).

## Zasięg występowania
Rodzaj obejmuje gatunki występujące w Tamaulipas i Nuevo León w Meksyku, w Sierra Madre Wschodnia na południe przez góry i las deszczowy Puebla, Dystrykt Federalny i stany Veracruz, Hidalgo, Meksyk, Puebla i Morelos; nienazwane gatunki związane z tym kompleksem znajdują się w Tamaulipas, Sierra Madre Wschodnia, Hidalgo i Querétaro w Meksyku.

## Systematyka

### Etymologia
Aquiloeurycea: łac. aquilo, aquilonis „północny wiatr, północ”; końcówka eurycea z nazwy rodzaju Pseudoeurycea.

### Podział systematyczny
Takson wyodrębniony z Pseudoeurycea. Do rodzaju należą następujące gatunki:
- Aquiloeurycea cafetalera (Parra-Olea, Rovito, Márquez-Valdelmar, Cruz, Murrieta-Galindo & Wake, 2010)
- Aquiloeurycea cephalica (Cope, 1865)
- Aquiloeurycea galeanae (Taylor, 1941)
- Aquiloeurycea praecellens (Rabb, 1955)
- Aquiloeurycea quetzalanensis (Parra-Olea, Canseco-Márquez & García-París, 2004)
- Aquiloeurycea rubrimembris Taylor & Smith, 1945
- Aquiloeurycea scandens (Walker, 1955)